# Маний Отацилий Крас
Маний Отацилий Крас (на латински: Manius Otacilius Crassus) e политик на Римската република през 3 век пр.н.е.

## Биография
Произлиза от фамилията Отацилии от Беневенто и е брат на Тит Отацилий Крас (консул 261 пр.н.е.).
През 263 пр.н.е. Отацилий е консул с Маний Валерий Максим Корвин Месала. С четири легиона те се бият в Сицилия. След това празнуват триумф.
През 246 пр.н.е. Отацилий е консул с колега Марк Фабий Лицин и се бие в Сицилия с картагенския военачалник Хамилкар Барка.